# BM Plaza Office Tower
La BM Plaza Office Tower(宝矿洲际中心) est un gratte-ciel de 203 mètres construit en 2009 à Shanghai en Chine.